# Культура (Донецкая область)
Культура (укр. Культура) — село на Украине, находится в Старобешевском районе Донецкой области. Под контролем самопровозглашённой Донецкой Народной Республики.

## География

#### Соседние населённые пункты по сторонам света
С: Светлый Луч
СЗ: Колоски, Обрезное, Бурное
СВ: Павловское
З: Вишнёвое
В: Новоивановка, Кошарное
ЮЗ: Кумачово, Победа
ЮВ: Ульяновское
Ю: Берестовое 

## История
В советское время в селе действовал колхоз «Культура» Старобешевского района. В этом колхозе трудилась Герой Социалистического Труда Варвара Трофимовна Христенко.

## Население
Население по переписи 2001 года составляло 94 человека.

## Общие сведения
Код КОАТУУ — 1424581805. Почтовый индекс — 87260. Телефонный код — 6253.

## Адрес местного совета
87260, Донецкая область, Старобешевский р-н, с. Кумачово, ул. Ручко, 1